# Halictophagus naulti
Halictophagus naulti är en insektsart som beskrevs av Jeyaraney Kathirithamby och Moya-raygoza 2000. Halictophagus naulti ingår i släktet Halictophagus och familjen kamvridvingar. Inga underarter finns listade i Catalogue of Life.